# La Romana nemzetközi repülőtér
A La Romana nemzetközi repülőtér (IATA: LRM, ICAO: MDLR) a Dominikai Köztársaság egyik nemzetközi repülőtere, amely La Romana közelében található. Éves utasforgalma 245 123 fő (2022).

## Légitársaságok és úticélok
A következő légitársaságok üzemeltetnek rendszeres menetrend szerinti és charterjáratokat La Romana repülőtérről:
| Légitársaság      | Célállomások                                               |
| ----------------- | ---------------------------------------------------------- |
| Air Canada Rouge  | Szezonális: Montréal–Trudeau (újra 2023 december 17-től)   |
| Air Caraïbes      | Szezonális charter: Párizs–Orly                            |
| Air Transat       | Szezonális: Montréal–Trudeau, Québec City, Toronto–Pearson |
| Condor            | Szezonális charter: Frankfurt,[forrás?] München[forrás?]   |
| Discover Airlines | Szezonális charter: Frankfurt                              |
| LASER Airlines    | Caracas                                                    |
| Neos              | Milan–Malpensa, Róma–Fiumicino, Verona                     |
| RED Air           | Miami                                                      |
| Silver Airways    | San Juan (2023 november 16-tól)                            |
| Sunwing Airlines  | Toronto–Pearson                                            |

## Forgalom
Az utasforgalom az elmúlt években az alábbi módon változott:
| Utasok száma | 128 819 | 132 796 | 562 569 | 525 571 | 370 563 | 235 135 | 222 828 | 203 686 | 399 416 | 245 123 |
|              | 1996    | 2000    | 2003    | 2005    | 2008    | 2011    | 2014    | 2016    | 2019    | 2022    |